# Aqua Lung International
La Aqualung Group è un'azienda produttrice di attrezzatura per subacquea.
L'azienda ha filiali in tutto il mondo e, fino al 2016, era una filiale del gruppo francese Air Liquide.

## Storia

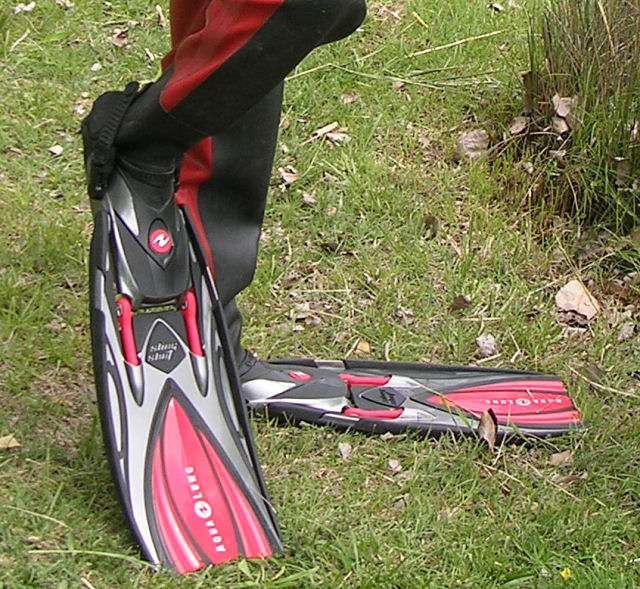
Pinne della Aqua Lung

Nel 1943 l'ufficiale e futuro oceanografo francese Jacques-Yves Cousteau inventò, con la collaborazione di Emile Gagnan, fisico della Air Liquide, un'apparecchiatura per la respirazione subacquea: l'aqua-lung.
Subito dopo la fine della seconda guerra mondiale questa apparecchiatura venne brevettata con i nomi "Scaphandre Cousteau-Gagnan", "CG45" (che sta per Cousteau-Gagnan 1945) per il mercato interno e "Aqualung" per l'esportazione: il nome aqualung divenne così un marchio registrato.
La produzione di queste attrezzature avveniva da parte di società diverse facenti capo al gruppo francese Air Liquide: in Francia La Spirotechnique, che in seguito ebbe rapporti di collaborazione con Luigi Ferraro e la sua Technisub, fino ad assumerne il controllo negli ultimi anni.
Durante gli anni cinquanta negli Stati Uniti, il brevetto aqua-lung fu utilizzato da cinque aziende del settore, tra cui una divisione della Aqua Lung America Inc: la U.S. Divers Co, di cui Jacques-Yves Cousteau fu il primo presidente del consiglio di amministrazione.
Attualmente la U.S. Divers Co è la divisione della Aqua Lung International che si occupa di attrezzatura sportiva.